# ソルファ
『ソルファ』（米国版：Sol-fa）とは、ASIAN KUNG-FU GENERATIONの2枚目のフルアルバムである。2004年10月20日に発売された。発売元はキューンレコード（現キューンミュージック）。初回限定盤はスリーブケース仕様+ステッカーシート封入。また、初回限定としてアナログ盤も同時発売されている。2005年10月18日にはTOFU RECORDSより米国で発売。こちらはDVD付によるもの。

## 概要
- 前作『君繋ファイブエム』より11ヶ月ぶりのフルアルバム。
- アルバム名は、後藤が辞書で見つけた英単語sol-fa（ドレミファ音階の意）に由来する。
- 本作は、ツアー期間の合間を縫いながら製作、レコーディングを行った。アルバムは、「繋がる」、「レトロストリート」ということをテーマにしている。
- グループ初のオリコンチャート1位を獲得した作品でもある（初登場で達成）。また、2004年11月度の月間順位1位を獲得。

## 楽曲について
振動覚
歌詞の一部「永遠の生命」は、後藤が敬愛するOasisへのオマージュとなっている。
ラストシーン
歌詞やテーマは「サイレン」「Re：Re：」と繋がっている。
サイレン
B面曲としてクレジットされていた同名曲（いわゆる「サイレン＃」）がミックスされたアルバムバージョンである。
「ラストシーン」「Re：Re：」と話が繋がっている。
Re：Re：
ライブではイントロがアレンジされており、演奏時間が大幅に長くなっている。
テーマは「ラストシーン」「サイレン」と繋がっている。元々は「サイレン」→「ラストシーン」→「Re：Re：」と繋がっていたが、後藤はあえてこの曲順としている。
2016年11月の再レコーディングアルバム発売に先駆け、フジテレビ系「ノイタミナ」枠アニメ『僕だけがいない街』のオープニングテーマとして2016年3月16日に22枚目シングルとして発売。アレンジはライブバージョンをフィーチャーしたもの。
真夜中と真昼の夢
もともとは伊地知潔がピアノに入る予定だった。パーカッションが入っているという理由で仮タイトルが「メキシコ」だった。
海岸通り
武道館ライブ時に弦一徹オーケストラを迎えたストリングスアレンジで演奏されたことがあり、その模様は『映像作品集　2巻』に収録されている。2016年の再レコーディングアルバムでは、このアレンジで再録されている。ライブでも、ストリングス隊がゲストで参加して演奏されることがある。

## 収録曲

### CD（日本版・米国版共通）
- 全作詞：後藤正文、全編曲：ASIAN KUNG-FU GENERATION

| #         | タイトル                                                                                           | 作詞      | 作曲               | 時間  |
| --------- | -------------------------------------------------------------------------------------------------- | --------- | ------------------ | ----- |
| 1.        | 「振動覚」                                                                                         |           | 後藤正文           | 2：27 |
| 2.        | 「リライト」(MBS・TBS系アニメ『鋼の錬金術師』第4代オープニングテーマ、日研総業株式会社CMソング)    |           | 後藤正文           | 3：45 |
| 3.        | 「君の街まで」                                                                                     |           | 後藤正文           | 3：36 |
| 4.        | 「マイワールド」                                                                                   |           | 後藤正文           | 4：03 |
| 5.        | 「夜の向こう」                                                                                     |           | 後藤正文           | 3：12 |
| 6.        | 「ラストシーン」                                                                                   |           | 後藤正文           | 4：01 |
| 7.        | 「サイレン」(日本テレビ系音楽番組『AX MUSIC-TV』第55期テーマソング)                                |           | 後藤正文・山田貴洋 | 5：24 |
| 8.        | 「Re：Re：」                                                                                       |           | 後藤正文・山田貴洋 | 3：48 |
| 9.        | 「24時」                                                                                           |           | 後藤正文           | 3：31 |
| 10.       | 「真夜中と真昼の夢」                                                                               |           | 後藤正文           | 4：20 |
| 11.       | 「海岸通り」                                                                                       |           | 後藤正文           | 4：41 |
| 12.       | 「ループ＆ループ」(SUZUKI『チョイノリ』CMソング、讀賣テレビドラマ『駄目ナリ！』エンディングテーマ) |           | 後藤正文           | 3：44 |
| 合計時間: | 合計時間:                                                                                          | 合計時間: | 46:30              |       |

### 収録曲（米国版DVDのみ）
1. Far and Away [Live]（遥か彼方）
2. Resonance [Live]（振動覚）

### アナログ盤の収録曲
- SIDE A
  - 1. - 6.
- SIDE B
  - 7. - 12.

番号は上記のCDの収録トラックに対応して表記。

## 演奏
- 後藤正文：Vocals, Guitar
- 喜多建介：Guitar, Vocals
- 山田貴洋：Bass, Vocals
- 伊地知潔：Drums, Percussions

## ソルファ（2016）
『ソルファ(2016)』（ソルファ にせんじゅうろく、米国版：Sol-fa 2016）とは、ASIAN KUNG-FU GENERATIONの2枚目のフルアルバムの再レコーディング盤である。2016年11月30日に発売された。
山田は、再レコーディングの意図について、「（2015年に発表した）『Wonder Future』がバンドにとってよい効果をもたらしたという実感があり、その流れを引き継いだうえで新たな『ソルファ』にしたいと思った」と『ROCKIN'ON JAPAN』4月号に掲載されたインタビューの中で述べている。
また同じインタビューの中で、後藤は「なぜ『ソルファ』があそこまで受け入れられたのかが自分でもよくわからないため、自分たちの実験としてもう一度封を開けるのは面白いと考えている」と述べている。
2004年盤で12曲目だった「ループ&ループ」が3曲目に配置されている。
基本的にアレンジが大きく変更されてはいないが、「Re:Re:」「リライト」などその当時のライブアレンジで収録されている曲もある。

### 収録曲
- 全作詞：後藤正文、全編曲：ASIAN KUNG-FU GENERATION

| #         | タイトル                                                                           | 作詞      | 作曲               | 時間  |
| --------- | ---------------------------------------------------------------------------------- | --------- | ------------------ | ----- |
| 1.        | 「振動覚」                                                                         |           | 後藤正文           | 2：27 |
| 2.        | 「リライト」                                                                       |           | 後藤正文           | 4：40 |
| 3.        | 「ループ＆ループ」                                                                 |           | 後藤正文           | 3：38 |
| 4.        | 「君の街まで」                                                                     |           | 後藤正文           | 3：40 |
| 5.        | 「マイワールド」                                                                   |           | 後藤正文           | 4：04 |
| 6.        | 「夜の向こう」                                                                     |           | 後藤正文           | 3：14 |
| 7.        | 「ラストシーン」                                                                   |           | 後藤正文           | 3：56 |
| 8.        | 「サイレン」                                                                       |           | 後藤正文・山田貴洋 | 5：25 |
| 9.        | 「Re：Re：」(フジテレビ系ノイタミナ枠アニメ『僕だけがいない街』オープニングテーマ) |           | 後藤正文・山田貴洋 | 5：27 |
| 10.       | 「24時」                                                                           |           | 後藤正文           | 3：34 |
| 11.       | 「真夜中と真昼の夢」                                                               |           | 後藤正文           | 4：26 |
| 12.       | 「海岸通り」                                                                       |           | 後藤正文           | 5：02 |
| 合計時間: | 合計時間:                                                                          | 合計時間: | 49:32              |       |

### 初回限定盤DVD 『ソルファプラス』- a day with AKG -
1. ｢夕暮れの紅｣ Recording Documentary
2. ｢夕暮れの紅｣ Music Clip

## 演奏
- 後藤正文：Vocals, Guitar
- 喜多建介：Guitar, Vocals
- 山田貴洋：Bass, Vocals
- 伊地知潔：Drums
- KAKUEI：Percussion (#9)
- 弦一徹、カメルーン真希：1st Violin (#12)
- 森琢哉、藤田弥生：2nd Violin (#12)
- 門脇大輔、三木章子：Viola (#12)
- 堀沢真己、内田麒麟：Cello (#12)